# Вере (Парана)
Вере (порт. Verê) — муниципалитет в Бразилии, входит в штат Парана. Составная часть мезорегиона Юго-запад штата Парана. Входит в экономико-статистический микрорегион Франсиску-Белтран. Население составляет 8002 человека на 2007 год. Занимает площадь 312,418 км². Плотность населения — 25,61 чел./км².
Праздник города — 26 октября.

## История
Город основан 15 декабря 1952 года.

## Статистика
- Валовой внутренний продукт на 2003 году составляет 93 004 537,00 реалов (данные: Бразильский институт географии и статистики).
- Валовой внутренний продукт на душу населения на 2004 году составляет 13 422 реалов (данные: Бразильский институт географии и статистики).
- Индекс развития человеческого потенциала на 2000 году составляет 0,774 (данные: Программа развития ООН).

## География
Климат местности: субтропический.